# Delridge
Delridge est un district de West Seattle, dans la ville de Seattle, dans l'État de Washington aux États-Unis.
Il s'étend le long de Delridge Way, une artère qui suit le versant est de la vallée du Longfellow Creek (en), des environs de sa source jusqu'au West Seattle Bridge enjambant la Duwamish River.